# Jean-Baptiste Chavassieu
Pour les articles homonymes, voir Chavassieu.
Jean Baptiste Chavassieu, né le 16 octobre 1814 à Montbrison (Loire) et mort le 21 février 1891 à Montbrison, est un homme politique français.
Fils de Laurent Chavassieu, député de la Loire de 1848 à 1851, il est maire de Montbrison, quand il est élu député en juillet 1871. Il est également élu conseiller général en octobre 1871. A l'Assemblée, il siège à gauche. Réélu en 1876, il est l'un des 363 qui refusent la confiance au gouvernement de Broglie, le 16 mai 1877. Réélu en 1877, il est sénateur de la Loire de 1879 à 1888.

## Sources
- « Jean-Baptiste Chavassieu », dans Adolphe Robert et Gaston Cougny, Dictionnaire des parlementaires français, Edgar Bourloton, 1889-1891 [détail de l’édition]